# Simon Spang-Hanssen
Simon Spang-Hanssen (* 13. April 1955 in Kopenhagen) ist ein dänischer Jazz-Saxophonist.

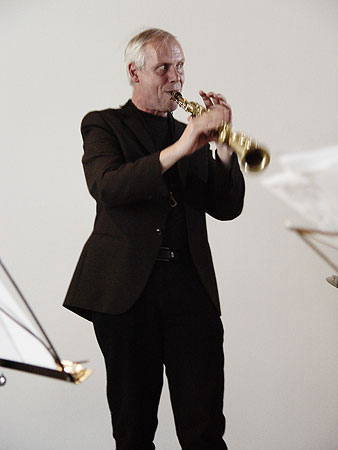
Simon Spang-Hanssen

## Leben und Wirken
Spang-Hanssen spielt seit 1970 Saxophon und wurde 1976 Mitglied von John Tchicais Strange Brothers. 1978 gründete er sein erstes Quartett Spacetrain mit Ben Besiakov, Jesper Lundgaard und Alex Riel. Im selben Jahr erhielt er den Ben Webster Prize. In den nächsten Jahren arbeitete er mit Musikern wie Ole Rømer, Jan Kaspersen, Peter Danstrup, Pierre Dørge, Doug Raney, Marilyn Mazur, Chuim, Mozar Terra, Attila Engin, Okay Temiz und der Gruppe Voodoo Gang aus Kamerun. 1983 wurde er Mitglied der Band des brasilianischen Schlagzeugers Nenê, mit der er durch Dänemark und Frankreich tourte und zwei Alben einspielte.
1985 ging er nach Paris, wo er mit eigenen Gruppen, Musikern wie Andy Emler, François und Louis Moutin, Denis Badault, Ramuntcho Matta, Nguyên Lê und Édouard Ferlet, und dem Orchestre National de Jazz (1991–94) auftrat. 1995 gründete er das Quintett Maneklar mit Mariane Bitran, Ole Theill, Peter Danstrup und Jakob Andersen.
1998 kehrte Spang-Hanssen nach Kopenhagen zurück, wo er die Band Central Earth (u. a. mit Bjarne Roupé, Henrik Sveidahl und Jesper Sveidahl, Poul Reimann, Fredrik Lundin, Marc Davis und Anders Mogensen, 1998), das Simon Spang-Hanssen Quartet (mit Thomas Clausen, Jesper Lundgaard und Billy Hart, 1999), das Quartett Flower Machine (mit Thomas Agergaard, Klavs Hovman und Marilyn Mazur, 2000) und das Afro-Jazz-Quartett Eer Witness (mit Felix Sabal-Lecco, Emil Spányi und Linley Marthe, 2001) gründete.

## Diskografische Hinweise
- Soul of Fire mit Ben Besiakov, Peter Danstrup und Jeppe Reipurth, 1981
- Mardi Gras, Chez Toi mit François Moutin, Steve Argüelles und Xavier Desandre Navarre, 1991–94
- Instant Blue mit Bojan Zulfikarpašić, Michel Benita und Billy Hart, 1997
- Wondering mit Mariane Bitran, Peter Danstrup, Jacob Andersen, Ole Theill, Klavs Nordsoe und Marilyn Mazur, 1998
- South of Nowhere mit Jesper Sveidahl, Mariane Bitran, Fredrik Lundin, Henrik Sveidahl, Bjarne Roupe, Poul Reimann, Marc Davis, Anders Mogensen und Jacob Andersen, 2000
- Long Shadows mit Thomas Clausen, Jesper Lundgaard und Ole Rømer, 2000
- Simon Spang-Hanssen & Ear Witness The Riddle, 2008
- Luna Moon mit Sébastien Boisseau, Christophe Lavergne, 2013
- Speaking to the Wind, 2019